# Parque Nacional e Reserva do Lago Clark

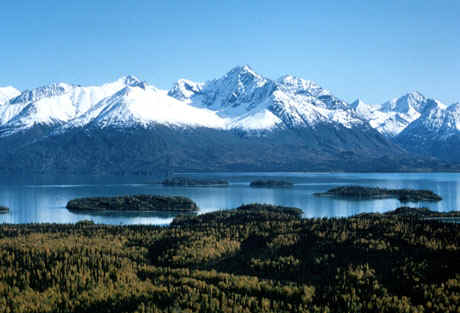

Lake Clark National Park and Preserve é um parque nacional localizado nos Estados Unidos da América.

Acessível apenas por avião ou barco, Lake Clark é um dos melhores preservados parques nos Estados Unidos.